# Länsväg 270
De Zweedse weg 270 (Zweeds: Länsväg 270) is een provinciale weg in de provincie Dalarnas län in Zweden en is circa 35 kilometer lang.

## Plaatsen langs de weg
- Hedemora
- Långshyttan

## Knooppunten
- Riksväg 69/Riksväg 70 bij Hedemora (begin)
- E16 (einde)